# Carré / Amsterdam
 Carré / Amsterdam is het eerste livealbum van Herman van Veen, opgenomen in Koninklijk Theater Carré. Het album verscheen in 1971. 

## Nummers
| Nr. | Titel                         | Schrijver(s)                        | Duur |
| --- | ----------------------------- | ----------------------------------- | ---- |
| 1.  | Suzanne                       | Leonard Cohen                       |      |
| 2.  | Intro                         | Erik van der Wurff                  |      |
| 3.  | Alles                         | Herman van Veen, Rob Chrispijn      |      |
| 4.  | Alles wat ik heb              | Laurens van Rooyen, Herman van Veen |      |
| 5.  | Zuinig met haar zinnen        | Chris Pilgram, Rob Chrispijn        |      |
| 6.  | Voor een verre prinses        | Herman van Veen, Willem Wilmink     |      |
| 7.  | De vluchteling (The partisan) | Anna Marly, Hy Zaret, Rob Chrispijn |      |

| Nr. | Titel                                               | Schrijver(s)                   | Duur |
| --- | --------------------------------------------------- | ------------------------------ | ---- |
| 1.  | Liefde van later (La Chanson Des Vieux Amants)      | Jacques Brel, Lennaert Nijgh   |      |
| 2.  | Waar blijft de tijd (On Ne Voit Pas Le Temps Passé) | Ferenc Schneiders, Jean Ferrat |      |
| 3.  | Rozengeur en marjolein                              | Herman van Veen, Rob Chrispijn |      |
| 4.  | Helden                                              | Chris Pilgram, Rob Chrispijn   |      |
| 5.  | Enkel & alleen                                      | Herman van Veen, Rob Chrispijn |      |

| Nr. | Titel                                                                  | Schrijver(s)                                                                           | Duur |
| --- | ---------------------------------------------------------------------- | -------------------------------------------------------------------------------------- | ---- |
| 1.  | Ons                                                                    | Erik van der Wurff, Herman van Veen, Jan van der Voort, Laurens van Rooyen, Ton Koning |      |
| 2.  | Ik denk dat niemand mij morgen mist (I think It's going to rain today) | Randy Newman, Rob Chrispijn                                                            |      |
| 3.  | Cirkels (The windmills of your mind)                                   | Alan Bergman, Marilyn Bergman, Michel Legrand, Rob Chrispijn                           |      |
| 4.  | Fiets (Girl on the Bicycle)                                            | Garry Peterson, Ralph McTell, Rob Chrispijn                                            |      |
| 5.  | Jacob Olle                                                             | Herman van Veen, Rob Chrispijn                                                         |      |

| Nr. | Titel                  | Schrijver(s)                               | Duur |
| --- | ---------------------- | ------------------------------------------ | ---- |
| 1.  | Zje zjoe poer voe      | Herman van Veen                            |      |
| 2.  | Hurmen ven Vien        | Herman van Veen                            |      |
| 3.  | Rozengeur en marjolein | Herman van Veen, Rob Chrispijn             |      |
| 4.  | End (Sombrero Sam)     | Charles Lloyd, Ton Koning, Herman van Veen |      |